# Can Bori (el Masnou)
Can Bori és una casa del municipi del Masnou (Maresme) protegida com a bé cultural d'interès local.

## Descripció
Edifici aïllat de planta quadrangular alineat al pla de carrer i afrontat al carrer de Lluís Millet. Consta de planta baixa, planta pis i golfes amb la coberta inclinada de teules àrabs a dues aigües i el carener paral·lel a la façana principal, orientada a migdia. Té també un cos annex a la façana de ponent amb la coberta plana practicable com a terrat.
La façana té una composició simètrica que es defineix a la planta baixa amb dues portes d'accés i tres finestres, amb recreixement del marc i guardapols motllurat amb un semicercle central damunt la llinda; i a la planta principal amb dos balcons de baranes de ferro i tres finestres més. La façana està coronada per una balustrada a manera d'acroteri. Pel que fa al parament, és estucat amb baix relleu imitant carreus posats a portell a la planta baixa i un estucat imitant maons de color vermell. Totes les obertures tenen emmarcament recrescut.